# Scutellidae
Famille
Les Scutellidae sont une famille presque entièrement éteinte d'oursins clypéastéroïdes, appelés en anglais « sand dollars » (dollars des sables).
Cette famille est apparue à l'Éocène (Lutétien), et s'est largement diffusée dans l'hémisphère nord. Après avoir été très abondante et diversifiée, il n'en subsiste qu'un seul genre vivant, Scaphechinus, présent essentiellement dans les eaux japonaises.

## Caractéristiques

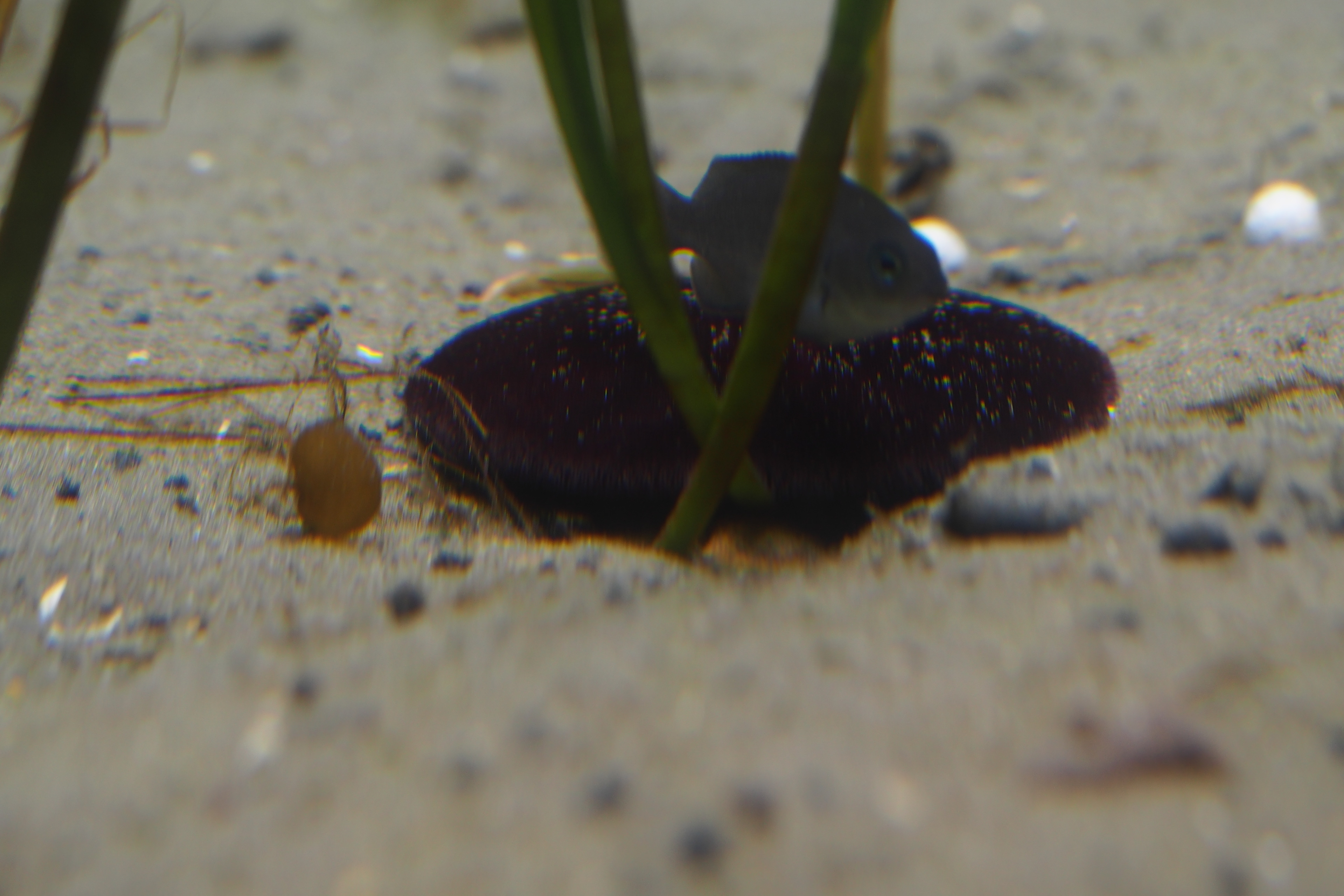
Scaphechinus mirabilis, un représentant du dernier genre actuel de la famille des Scutellidae.

Ce sont des oursins plats, d'où leur surnom anglais de « sand dollars », du fait de leur ressemblance avec une grosse pièce.
Leur forme est arrondie, avec un test (coquille) presque parfaitement discoïdal et uniforme, généralement couvert de radioles (piquants) fines et courtes formant un tapis permettant la progression dans le sable. Les spécimens morts ou fossiles laissent apparaître une grande « fleur » de pores ambulacraires sur leur face supérieure, aux cinq pétales arrondis et fermés. La bouche est très réduite, et occupe une position centrale sur la face inférieure ; la lanterne d'Aristote (appareil masticateur) est modifiée en « moulin à sable » plat. L'anus est situé à mi-distance entre la bouche et la périphérie postérieure du test.

### Caractéristiques squelettiques
Ces espèces présentent les caractéristiques suivantes :
- un test très plat et renforcé l'intérieur par un système complexe de contreforts, avec des barres adradiales rayonnant depuis le centre ;
- des gonopores au nombre de quatre ;
- des zones ambulacraires et interambulacraires de largeur similaire à l'ambitus ;
- des pores et des podia s'étendant jusque sur les zones interambulacraires sur la face orale ;
- des pétales ambulacraires bien développés et visibles, la plupart du temps fermés distalement, et pourvus de pores supplémentaires dans la zone perradiale ;
- un disque basicoronal petit, avec des éléments interambulacraires pointus mais peu étirés.
- l'absence d'encoches et de lunules[1].

## Liste des genres
Selon World Register of Marine Species (12 mai 2014) :
- † Allaster Nisiyama, 1968
- † Parascutella Durham, 1953a
- † Remondella Durham, 1955
- † Samlandaster Lambert, in Lambert & Thiéry, 1914
- Scaphechinus A. Agassiz, 1864 -- 4 espèces actuelles
- † Scutella Lamarck, 1816
- † Scutulum Tournouër, 1869

## Galerie de photographies

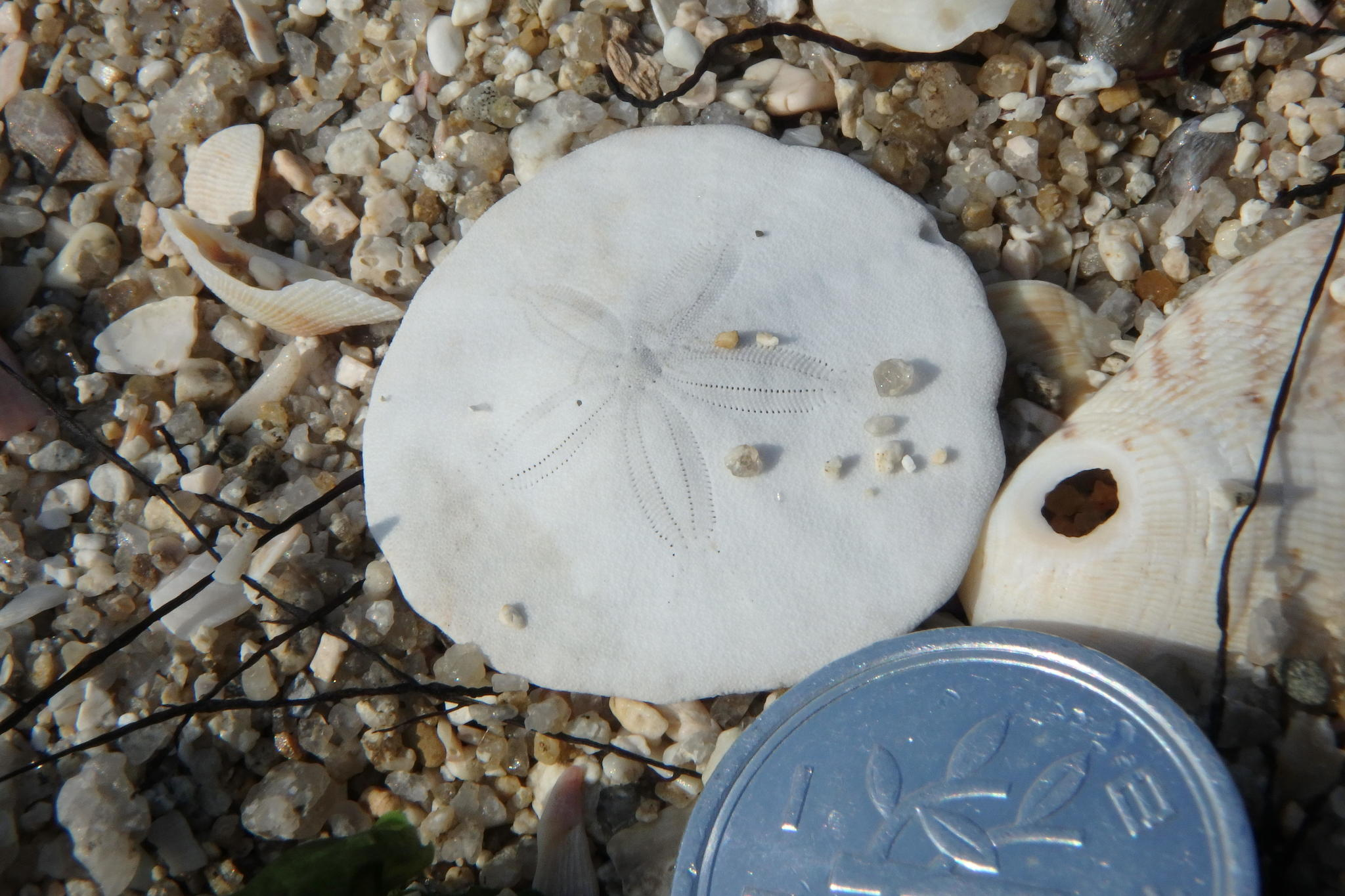
Scaphechinus mirabilis.
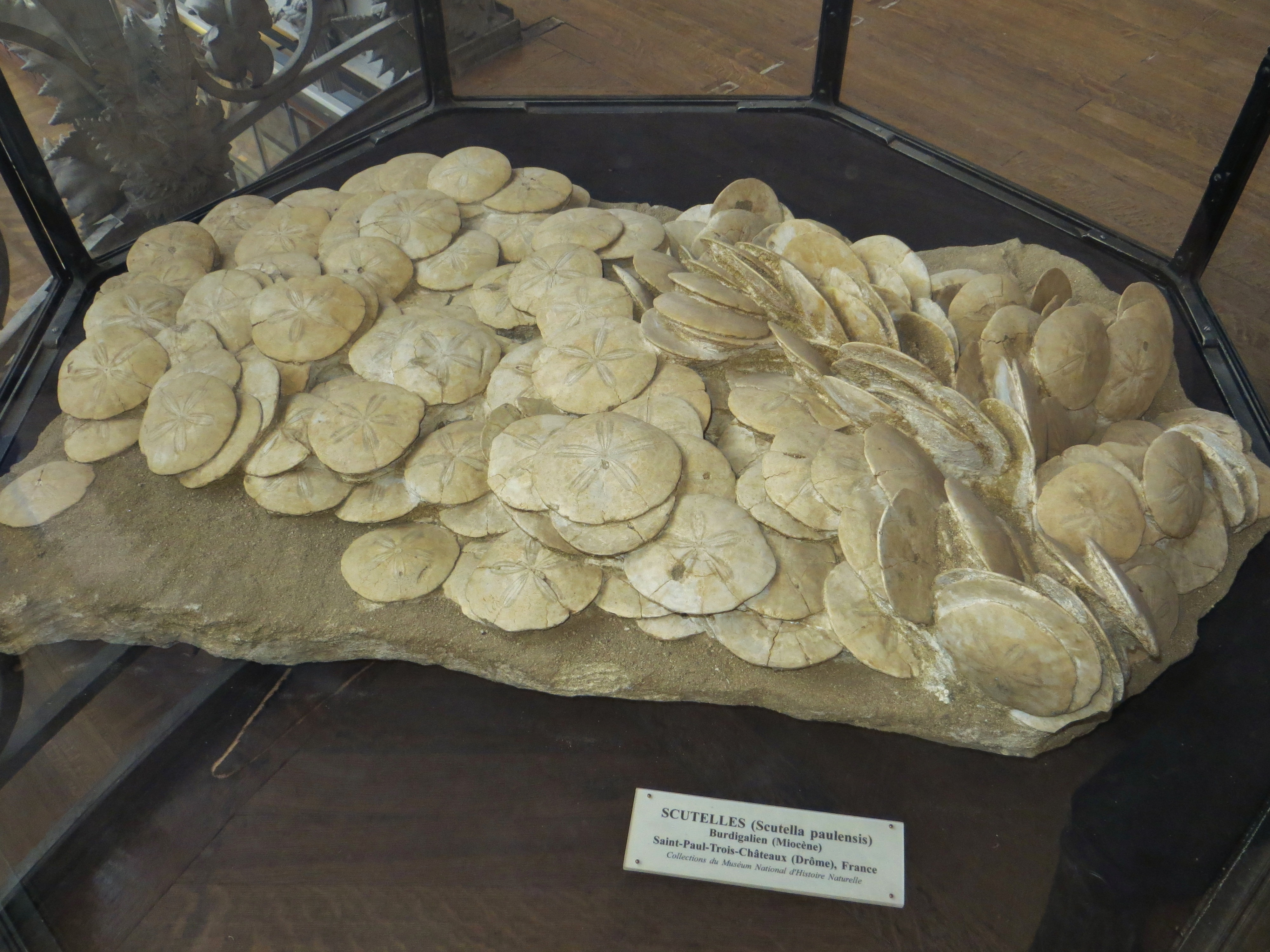
Agrégation fossile de Scutella paulensis (Burdigalien de la Drôme) au Muséum national d'histoire naturelle de Paris.
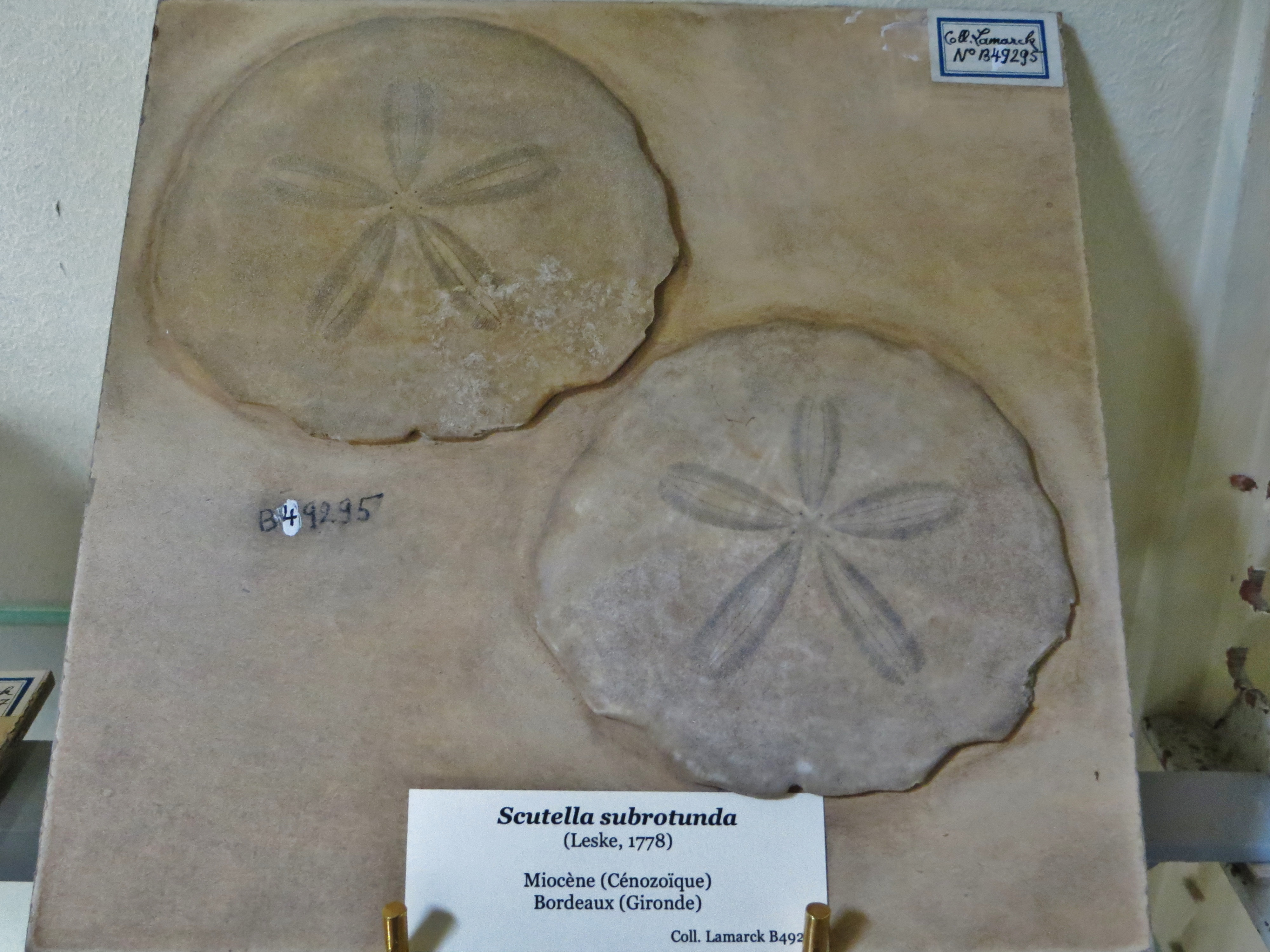
Fossile de Scutella subrotunda (Miocène de la Gironde) au Muséum national d'histoire naturelle de Paris.